# Niedersächsischer Staatsgerichtshof

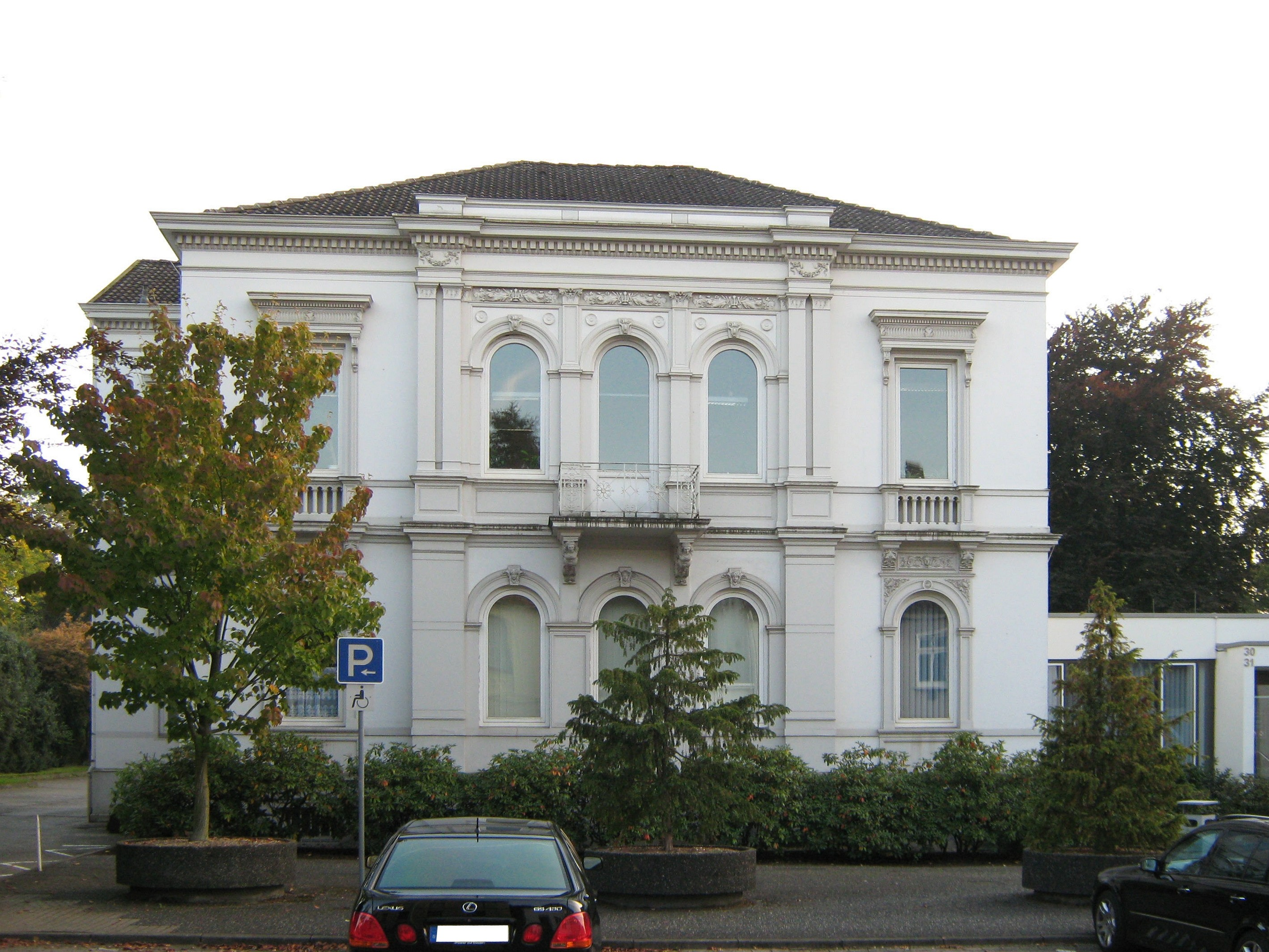
Niedersächsischer Staatsgerichtshof

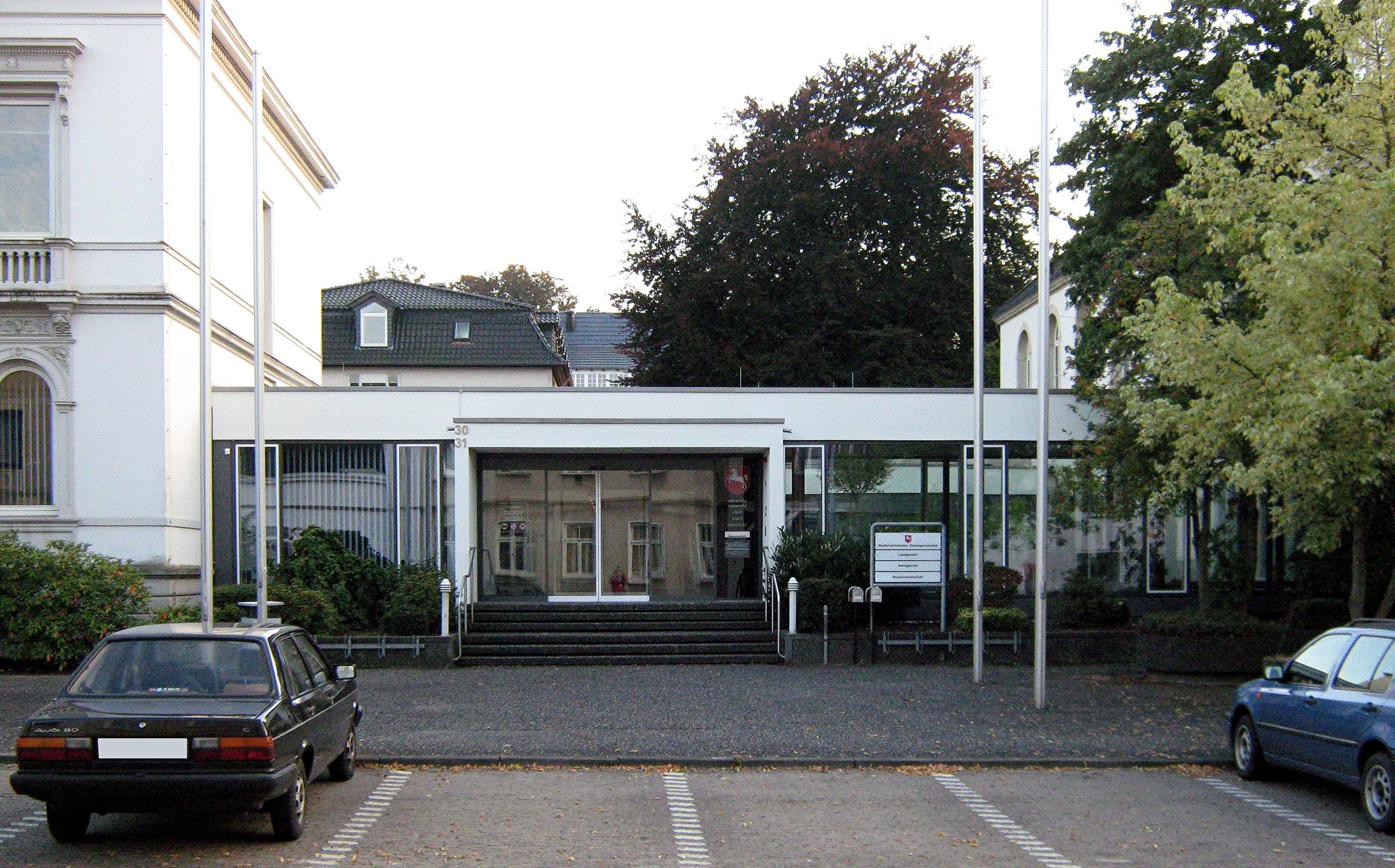
Eingang

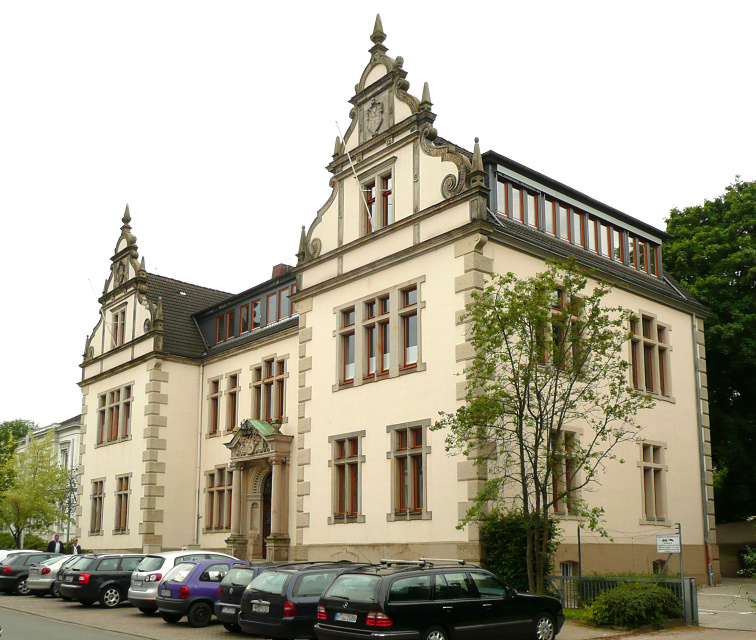
Justizzentrum Bückeburg

Der Niedersächsische Staatsgerichtshof mit Sitz in Bückeburg ist das 1955 gegründete Landesverfassungsgericht des Landes Niedersachsen. Er entscheidet über Organstreitigkeiten zwischen der Niedersächsischen Landesregierung und dem Niedersächsischen Landtag, über die Vereinbarkeit von niedersächsischem Landesrecht mit der Niedersächsischen Verfassung (NV) und über Kommunalverfassungsbeschwerden von Kommunen.

## Aufgaben
Die Aufgaben und die Organisation des Staatsgerichtshofs sind in der Niedersächsischen Verfassung festgeschrieben. Demnach besteht der Staatsgerichtshof aus neun Mitgliedern und neun stellvertretenden Mitgliedern. Sie werden vom Landtag für sieben Jahre gewählt. Der Staatsgerichtshof entscheidet beispielsweise bei der Auslegung der Niedersächsischen Verfassung zu Rechten und Pflichten eines obersten Landesorgans, bei Streitigkeiten zu Volksinitiativen, Volksbegehren oder Volksentscheiden sowie über Verfassungsbeschwerden von Gemeinden. Weitere Einzelheiten dazu finden sich im Niedersächsischen Gesetz über den Staatsgerichtshof.

## Geschichte
Der Gerichtshof hat seinen Sitz in Bückeburg mit Diensträumen im Gebäude des dortigen Justizzentrums, in dem auch das Landgericht Bückeburg und das Amtsgericht Bückeburg ihren Sitz haben. Die Entscheidung für den Gerichtssitz in Bückeburg war eine Konzession an die Stadt, die bis 1946 Regierungssitz des Landes Schaumburg-Lippe gewesen war, mit der Gründung des Landes Niedersachsen dann jedoch ihre politische Bedeutung verloren hatte. Seinen Namen erhielt das Gericht in Anlehnung an den ehemaligen Oldenburgischen Staatsgerichtshof des seit 1946 zu Niedersachsen gehörenden Landes Oldenburg.
Laut der Vorläufigen Niedersächsischen Verfassung von 1951 war der Staatsgerichtshof ursprünglich vornehmlich für Organstreitigkeiten und Normenkontrollen zuständig. Die Zahl der Verfahren hielt sich daher in Grenzen. Erst 1993 eröffnete der Landesgesetzgeber durch die Reform der – nun nicht mehr „vorläufig“ genannten – Niedersächsischen Verfassung die Möglichkeit der Kommunalverfassungsbeschwerde: Klagen dürfen nur Gemeinden und Gemeindeverbände, die sich durch Landesgesetze in ihrem Recht auf kommunale Selbstverwaltung beeinträchtigt sehen. Bürger haben nicht die Möglichkeit, vor dem Niedersächsischen Staatsgerichtshof eine Verfassungsbeschwerde mit der Behauptung zu erheben, in einem durch die Niedersächsische Verfassung gewährleisteten Grundrecht verletzt zu sein. Ihnen bleibt nur der Gang vor das Bundesverfassungsgericht.

## Mitglieder des Staatsgerichtshofes

### Derzeitige Mitglieder
| Name              | Funktion                                                                                     | Amtszeit |
| Wilhelm Mestwerdt | Präsident des Landesarbeitsgerichts Niedersachsen                                            | Präsident des Nds. Staatsgerichtshofs vom 25. Januar 2023 bis 22. Februar 2026, Mitglied vom 23. Februar 2019 bis 24. Januar 2023, Stellvertreter vom 1. September 2018 bis 22. Februar 2019 |
| Anke van Hove     | Präsidentin des Oberlandesgerichts Oldenburg                                                 | Vizepräsidentin vom 22. Juni 2021 bis 31. Januar 2028, Mitglied vom 1. Februar 2021 bis 21. Juni 2021, Stellvertreterin vom 17. November 2018 bis 31. Januar 2021                            |
| Hannelore Kaiser  | Präsidentin des Verwaltungsgerichts a. D.                                                    | Mitglied vom 5. Mai 2013 bis 4. Mai 2027, Stellvertreterin vom 5. Mai 2006 bis 4. Mai 2013                                                                                                   |
| Hermann Butzer    | Professor für Öffentliches Recht, insbesondere für das Recht der staatlichen Transfersysteme | Mitglied vom 1. September 2018 bis 31. August 2025, Stellvertreter vom 5. Mai 2006 bis 31. August 2018                                                                                       |
| Thomas Veen       | Präsident des Landgerichts Osnabrück                                                         | Mitglied vom 1. April 2020 bis 31. März 2027, Stellvertreter vom 1. April 2013 bis 31. März 2020                                                                                             |
| Lioba Huss        | Vizepräsidentin des Landessozialgerichts Niedersachsen-Bremen                                | Mitglied vom 5. Mai 2020 bis 4. Mai 2027 |
| Stefanie Otte     | Präsidentin des Oberlandesgerichts Celle.                                                    | Mitglied vom 22. Juni 2021 bis 21. Juni 2028, Stellvertreterin vom 23. Februar 2019 bis 21. Juni 2021                                                                                        |
| Frank Bornemann   | Richter am Oberlandesgericht Celle                                                           | Mitglied vom 22. Juni 2021 bis 21. Juni 2028, Stellvertreter vom 1. Februar 2021 bis 31. Januar 2028                                                                                         |
| Jann Berghaus     | Rechtsanwalt und Notar                                                                       | Mitglied vom 25. Januar 2023 bis 24. Januar 2030, Stellvertreter vom 22. Mai 2021 bis 24. Januar 2023                                                                                        |

### Ehemalige Mitglieder des Staatsgerichtshofs (Auswahl)
- Gabriele Beyer (2013–2020), Präsidentin des Sozialgerichts Hannover
- Christa Biermann (1993–2007), Präsidentin des Landgerichts a. D.
- Peter-Wedekind Götz von Olenhusen, (2007–2021) Präsident des Oberlandesgerichts
- Eva Hausmann-Lucke, (2013–2020), Vorsitzende Richterin am Finanzgericht
- Hannemarie Kühler, (1987–1992, von 1990 bis 1992 Vizepräsidentin) Präsidentin des Landesarbeitsgerichts
- Renate Menk, (2006–2013), Präsidentin des Landgerichts
- Helga Oltrogge, (1992–2006, in dieser Zeit auch Vizepräsidentin), Präsidentin des Oberlandesgerichts
- Ulrike Wendeling-Schröder (1999–2013), Universitätsprofessorin

Quelle:

### Aktuelle und ehemalige stellvertretende Mitglieder (Auswahl)
- Stefan von der Beck (2010–2017), Staatssekretär a. D., DirAG Leer
- Margarete Fabricius-Brand (1993–2007), Rechtsanwältin und Diplompsychologin
- Martina Karoff (2007–2021), Rechtsanwältin
- Stefanie Killinger (2021–2028), Präsidentin des Verwaltungsgerichts
- Brigitte Meyer-Wehage (2014–2020), Direktorin am Amtsgericht
- Ulrike Sassenberg-Walter (2013–2027), Vorsitzende Richterin am Finanzgericht a. D.
- Helga Zeuner (1991–2010, 2013–2027), Vizepräsidentin des Finanzgerichts a. D.
- Anette Schneckenberger (2019–2026), Direktorin am Amtsgericht
- Annette Zurbrüggen (2020–2027), Direktorin des Sozialgerichts

Quelle:

## Präsidenten des Staatsgerichtshofes
| Zeitraum   | Präsident                 |
| ---------- | ------------------------- |
| 1957–1960  | Bruno Heusinger           |
| 1960–1968  | Friedrich-Wilhelm Holland |
| 1968–1974  | Horst Uffhausen           |
| 1974–1976  | Werner Groß               |
| 1976–1988  | Wolfgang Dörffler         |
| 1988–1992  | Eberhard Stalljohann      |
| 1992–2007  | Manfred-Carl Schinkel     |
| 2007–2013  | Jörn Ipsen                |
| 2013–2019  | Herwig van Nieuwland      |
| 2019–2022  | Thomas Smollich           |
| 2023–heute | Wilhelm Mestwerdt         |